# DemoSat
DemoSat — шаблонний космічний апарат, який використовується для перевірки ракети-носія, при цьому не ризикуючи реальними супутниками під час запуску. Вони найчастіше літають на перших запусках ракет, а також літають після аварійних пусків ракет-носіїв. Закриті супутникові скасували програми можуть бути використовуватись як DemoSats-и, наприклад, в першому польоті ракети Союз-2 запускали застарілий супутник Зеніт-8 на суб-орбітальну траєкторію, щоб перевірити ефективність ракети.